# Weinmannia jelskii
Espèce
Synonymes
- Weinmannia ovalis f. equatoriensis Pamp.[1]

Statut de conservation UICN

 VU D2 : Vulnérable
Weinmannia jelskii est une espèce de plantes de la famille des Cunoniaceae.

## Publication originale
- 29: 219. 1895.